# Бар Харбър
Бар Харбър (на английски: Bar Harbor) е град в окръг Ханкок, Мейн, Съединени американски щати. Разположен е на североизточния бряг на остров Маунт Дезърт. Населението му е 5434 души (по приблизителна оценка от 2017 г.).
В Бар Харбър умира писателката Маргьорит Юрсенар (1903 – 1983).